# Willich
Willich (verouderd Nederlands Wylik) is een stad en gemeente in de Duitse deelstaat Noordrijn-Westfalen, gelegen in de Kreis Viersen. De gemeente telt 50.283 inwoners (31 december 2020) op een oppervlakte van 67,77 km².

## Plaatsen in de gemeente
De belangrijkste plaatsen (stadsdelen) van de gemeente zijn:
- Willich
- Schiefbahn
- Anrath
- Neersen

## Partnersteden
- Linselles (Frankrijk), sinds 1970
- Zogoré (Burkina Faso), sinds 1985
- Marugame (Japan), sinds 2023

Willich onderhoudt vriendschapsbanden met:
- Bürgel (Duitsland)
- Newmarket (Verenigd Koninkrijk)
- Premnitz (Duitsland)
- Smiltene (Letland)
- Žalec (Slovenië)

## Afbeeldingen

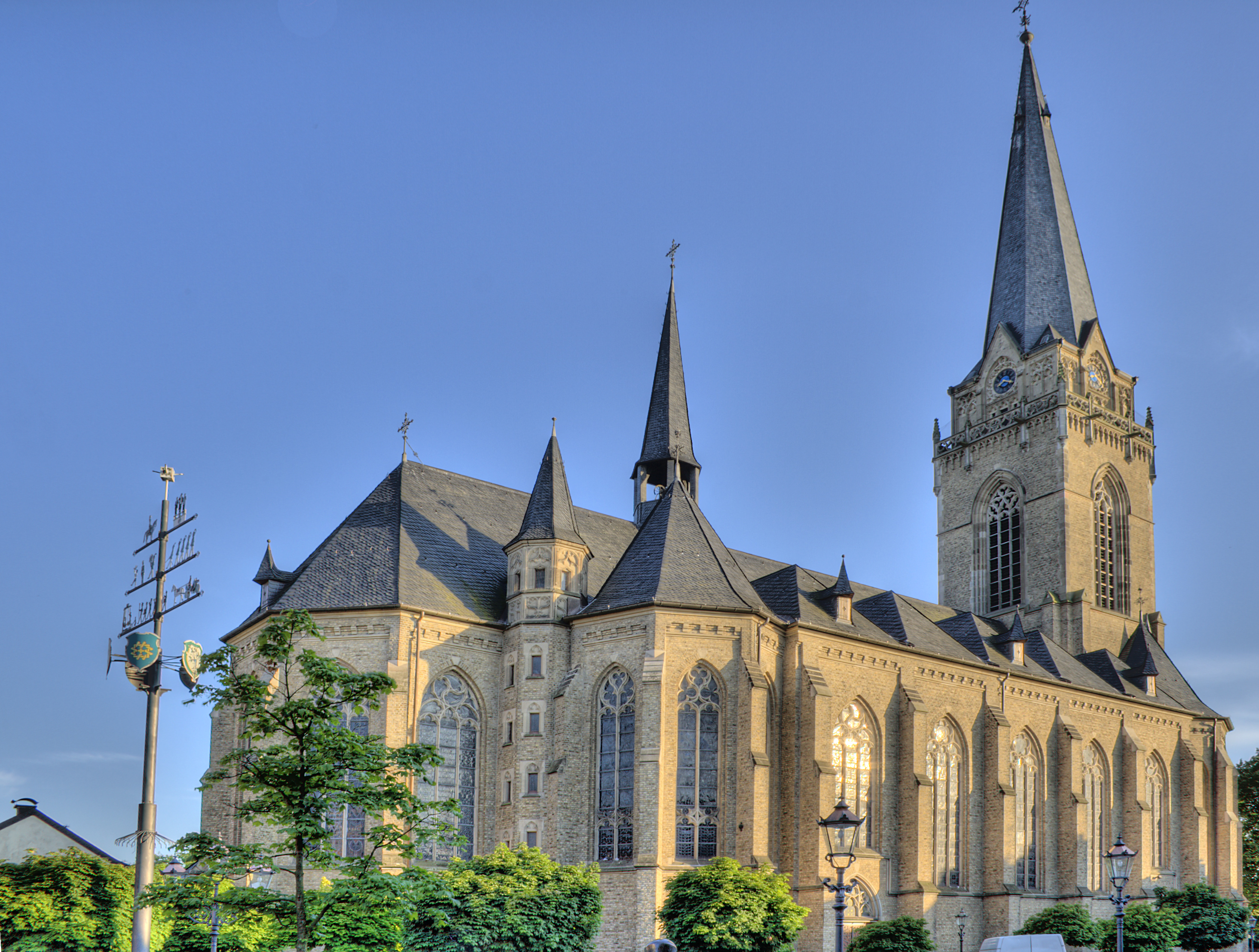
St. Katharina-Kirche
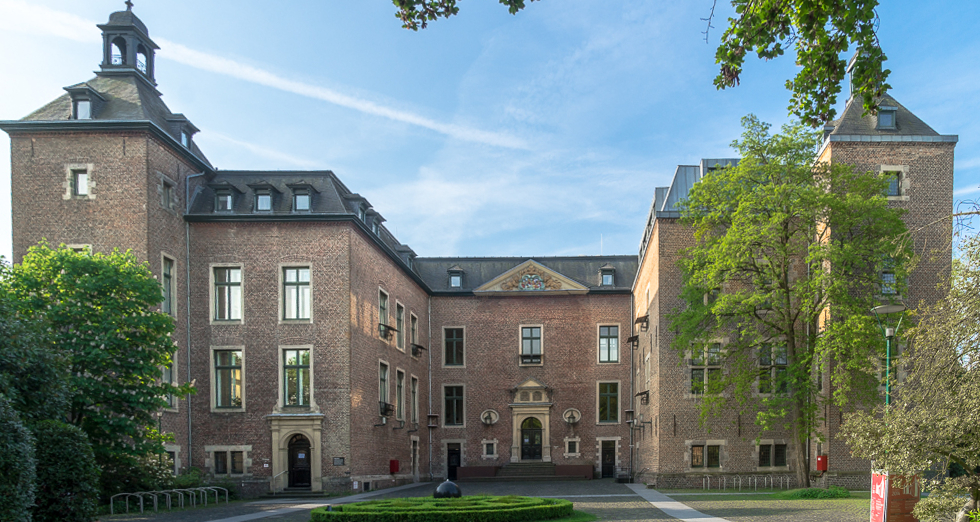
Schloss Neersen
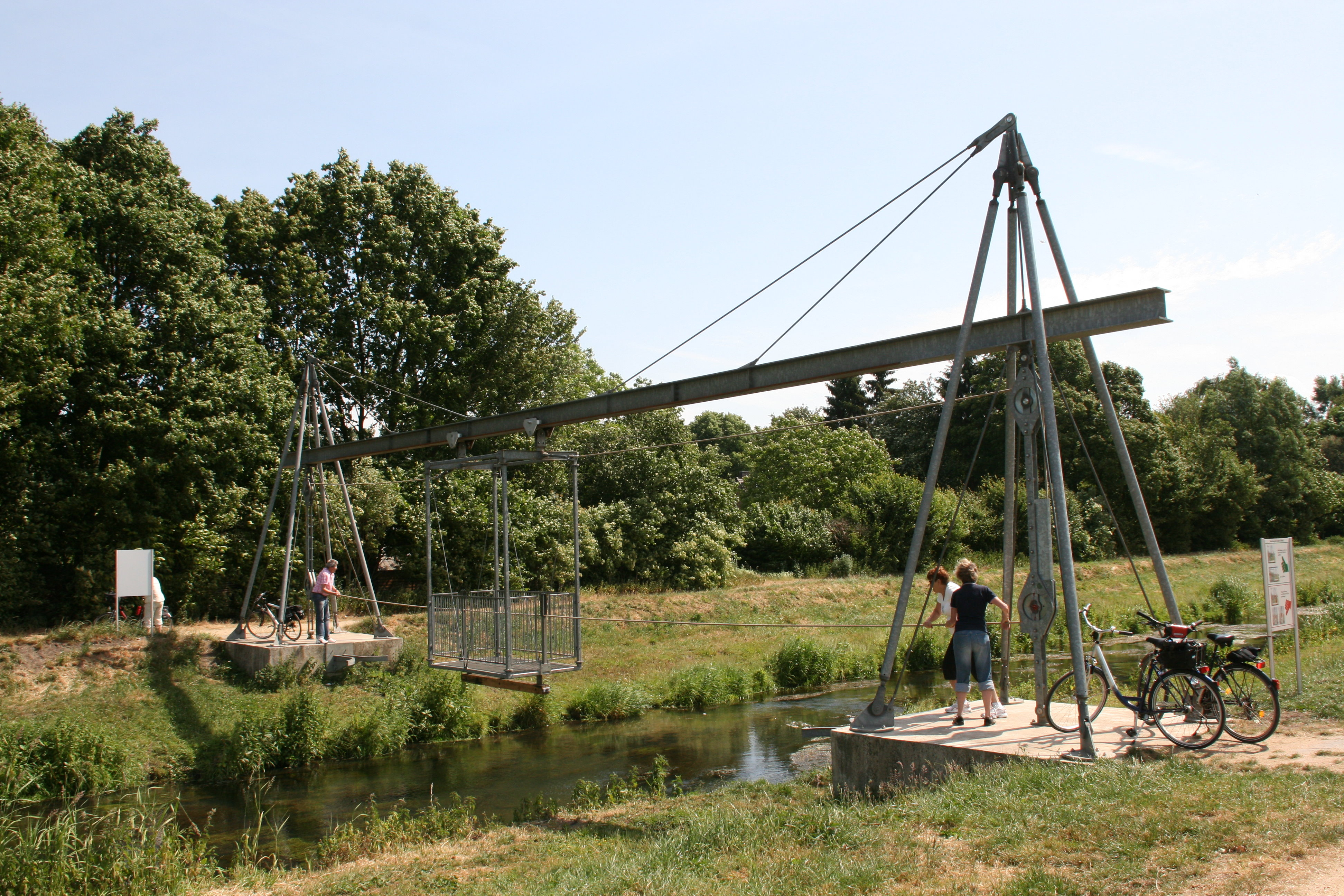
Zweefbrug over de Niers

Willich · Anrath · Schiefbahn · Neersen
Brüggen · Grefrath · Kempen · Nettetal · Niederkrüchten · Schwalmtal · Tönisvorst · Viersen · Willich